# Satoru Yoshida
Satoru Yoshida (jap. 吉田 悟, Yoshida Satoru; * 18. Dezember 1970 in der Präfektur Saitama) ist ein ehemaliger japanischer Fußballspieler.

## Karriere
Yoshida erlernte das Fußballspielen in der Schulmannschaft der Kawagoe Higashi High School. Seinen ersten Vertrag unterschrieb er 1990 bei Nissan Motors. Der Verein spielte in der höchsten Liga des Landes, der Japan Soccer League. Mit Gründung der Profiliga J.League 1992 und der damit verbundenen Neuorganisation des japanischen Fußballs wurde Nissan Motors zu den Yokohama Marinos. 1995 wechselte er zum Zweitligisten Otsuka Pharmaceutical. Für den Verein absolvierte er 76 Spiele. 1998 wechselte er zum Ligakonkurrenten Ventforet Kofu. Am Ende der Saison 1998 stieg der Verein in die J2 League auf. Für den Verein absolvierte er 75 Spiele. Ende 2001 beendete er seine Karriere als Fußballspieler.

## Erfolge
Nissan Motors/Yokohama Marinos
- Japan Soccer League

Vizemeister: 1990/91, 1991/92
- JSL Cup

Sieger: 1990
- Kaiserpokal

Sieger: 1991, 1992
Finalist:1990